# 일레인 (가수)
일레인 (1994년 11월 9일 ~) 은 대한민국의 싱어송라이터다. 2014년 드라마 ‘연애의 발견’ OST로 처음 신에 모습을 드러냈다. 팝, 포크, 재즈, 알앤비가 마구 뒤섞인 독특한 음색으로 주목받은 그는 ‘미스터션샤인’, ‘사이코지만 괜찮아’, ‘하이클래스’, ‘슈룹’ 등의 드라마 OST를 통해 목소리만으로 대중의 궁금증을 불러일으키며 그의 존재감을 알렸다. 2018년 첫 정규 앨범[1], 그리고 2022년 두 번째 정규 앨범[2]을 발표하며 싱어송라이터로서의 역량도 알리고 있다. 그의 섬세하면서도 안정적인 보컬은 특히 라이브 무대에서 더 빛을 발한다. 싱가포르에서 혼자 유학 생활을 하며 노래를 부르고 곡을 쓰기 시작했다는 일레인. 앞으로도 꾸준히 좋은 소리와 잔잔한 심연을 담은 곡으로 세상과 소통하는 것이 목표다.

## 정규 앨범
- 2018.10.13 [1]
- 2022.10.20 [2]

## 싱글 앨범
- 2015.07.06 Won't You Stay
- 2018.06.04 Goodbye
- 2018.08.21 Goodbye (Acoustic Version)
- 2018.09.05 Wake Me Up
- 2020.01.08 Deep Breath
- 2020.12.29 사랑할 땐 보이지 않던 것들 (Feat. 딘딘)
- 2021.03.17 Headache
- 2021.10.15 Youth Moments

## 드라마 OST
- [아이언맨] Rain Rain
- [블랙] 오프닝 테마
- [그냥 사랑하는 사이] 오프닝 테마
- [미스트리스] 오프닝 테마
- 2014.09.15 [연애의 발견] 파랑새
- 2016.04.20 [천상의 약속] Promise
- 2018.07.15 [미스터 션샤인] 슬픈 행진
- [미스터 션샤인] Rise Again
- 2018.12.15 [알함브라 궁전의 추억] 백일몽
- 2019.06.13 [검색어를 입력하세요 WWW] Search
- 2019.08.12 [로봇이 아닙니다] Would You
- 2019.09.27 [배가본드] Fallen Star
- 2019.11.25 [VIP] Don't Bring Me Down
- 2020.02.05 [머니게임] Fallin'
- 2020.04.06 [반의반] Rain or Shine
- 2020.07.11 [사이코지만 괜찮아] Wake Up
- 2020.10.13 [아만자] Running Time
- 2020.11.11 [도도솔솔라라솔] 위로가 될게
- 2021.03.17 [좋아하면 울리는 시즌2] Headache
- 2021.07.17 [보이스 시즌4] Hear For You
- 2021.09.02 [유 레이즈 미 업] Hold Me
- 2021.09.25 [검은 태양] Stay With Me
- 2021.10.05 [하이클래스] Blue
- 2021.11.05 [크라임 퍼즐] My Dear
- 2022.01.06 [공작도시] Let Me Be There
- 2022.03.24 [킬힐] George
- 2022.10.29 [슈룹] 아이
- 2023.03.26 [판도라] 멀어져 가
- 2023.10.16 [악인전기] In The Darkest Night
- [야한사진관] I Wonder Why
- [화인가스캔들] Hate You
- [선의의경쟁] Eternal Maze
- [보물섬] Stand By Me

## 기타 OST
- [LG] Life Is Good
- [Canon] Moon Rabbit
- 영화 [기억의 밤] Blue Christmas
- [블랙독신드롬] Take Me Back
- [스톤헨지] Beautiful Moments
- [쏘카]
- [아이오페]
- [JYP X 현대백화점] Place To Be (with Brian McKnight)
- [공익광고] 오늘도 여전히
- [더스프링홈] Deep Breath
- [BTS X 삼성 갤럭시] Waterfall
- [서머너즈 워] Time To Rise
- [한아세안 AKMF] See Again
- 다큐멘터리 [Beatles '64] All My Loving

## 방송
- K팝스타 6 더 라스트 찬스 - Top17 (14위)
- 너의 목소리가 보여